# Finska lagsagor 1776–1868
Det har även funnits en medeltida Finlands lagsaga.
Finska lagsagor 1776–1868. Vasa hovrätt inrättandes år 1776 med jurisdiktion över Vasa län, Savolax och Karelens län och Uleåborgs län från Åbo hovrätt samt Kuusamo lappmark från Svea hovrätt Som en följd av genomgick de finska lagsagorna  en omstrukturering som rörde deras namn och verksamhetsområden. Norrfinne lagsaga delades i en sydlig del med namnet Åbo och Björneborgs lagsaga. Den omfattade Åland, den norra delen av Egentliga Finland och hela Satakunda. Den norra delen fick namnet Vasa och Uleåborgs lagsaga och omfattade hela Österbotten och Kuusamo lappmark. Söderfinne lagsaga överfördes till större delen till Nylands och Tavastehus lagsaga. Den helt nya Kymmenegårds lagsaga omfattade hela Savolax och Östra Nyland. Då Viborgs län år 1812 återförenades med Finland fortsatte Viborgs lagsaga att verka. Den hade varit i funktion under åren 1721–1784 och från 1797 medan länet hörde till Ryssland. År 1831 omorganiserades det finska rättsväsendet på nytt. Förutom mindre gränsregleringar delades Vasa och Uleåborgs lagsaga upp i två delar. Samtidigt upphörde Kymmenegårds lagsagas verksamhet. Vid Viborgs hovrätts tillkomst 1839 reglerades lagsagornas gränser på nytt. År 1868 avskaffades lagsagorna i Finland.

## Åbo och Björneborgs lagsaga
- Erik Johan af Palén[2] 1766–1783
- Johan Herman Lode[3] 1783–1793
- Johan Adolf Lagerborg[4] 1793–1805
- Adolf Fredrik von Willebrand 1805–1822
- Anders Henrik Falck 1822–1843
- Paul Emil Falck 1843–1864

## Nylands och Tavastehus lagsaga
- Johan (Jean) Jansson 1776–1784
- Axel Christian Reuterholm 1784–1792
- Axel Axelsson Cronstedt[5] 1792–1795
- Johan Smalén 1795–1810
- Carl Johan Walleen 1810–1816
- Anders Johan af Heurlin 1816–1854
- Georg Adolf Wetterhoff 1854–1868

## Karelens lagsaga
- Erik Gustaf Stålhandske[6] 1776–1794
- Olof Wibelius 1795–1803
- Fredrik Wilhelm Edelheim 1803–1833
- Carl Gerhard Hising 1833–1844
- Bror Adam Tamelander 1844–1868

## Kymmenegårds lagsaga
- Magnus Wilhelm Gripenberg[7] 1776–1786
- Johan Christoffer von Morian[8] 1786–1795
- Jakob Vilhelm Hisinger[9] 1795–1843

## Vasa och Uleåborgs lagsaga
- Gustaf Idman 1776–1793
- Johan Magnus Krook 1793–1826
- Carl Arvid Krabbe 1826–1835

## Viborgs lagsaga
- Gustaf von Kothen[10] 1812–1851
- August Lohman 1851–1863

## Vasa lagsaga
- Albrecht Fredrik Richard De la Chapelle[11] 1836–1859
- Henrik Gustaf Aminoff[12] 1859–1868

## Uleåborgs lagsaga
- Isaac Sundvall 1836
- Jonas af Brunér 1836–1848
- Carl Johan Heikel 1848–1850
- Enoch Wilhelm Sallmén 1850–1868